# Mario Pezzolla
Mario Pezzolla (Roma, 14 febbraio 1952) è un giornalista, conduttore radiofonico e disc jockey italiano, oltreché membro della direzione artistica del Festival di Sanremo.

## Biografia
Da ragazzino viene educato alla cultura musicale, grazie a lunghe sedute di solfeggio e di esercizi al pianoforte.
Successivamente si aggancia alla nutrita schiera di italiani che nei primi anni settanta si recano a Londra, divenuta "mecca" incontrastata della musica giovanile, per imparare o approfondire la lingua inglese e la cultura locale.
Lavora in uno dei tempi della musica, il Marquee assieme a tanti artisti emergenti della corrente rock progressiva. 
Quando in Italia fiorisce la stagione delle radio private, passa dall'altra parte della barricata e si propone come giornalista e conduttore.
Nel 1976 collabora con Radio Antenna Musica, per la quale realizza il suo primo servizio sulla tournée di Paul McCartney e i Wings: erano gli anni del celebratissimo tour mondiale dell'ex "FabFour" che culminerà con il triplo album dal vivo Wings over America.
Dagli anni ottanta collabora con Radio Rai, avendo fatto parte della squadra dapprima di RaiStereoDue, in seguito di RaiStereoUno e poi di StereoRai. Da annoverare la sua conduzione pomeridiana, assieme a Barbara Condorelli e Riccardo Pandolfi.
Negli anni novanta conduce tante edizioni della trasmissione radiofonica del Festival di Sanremo; entra a far parte della Commissione Selezionatrice di "Sanremo Giovani" e diventa membro della Direzione Artistica nel 1999. 
Nel 1999 realizza "Radio Vento-75 anni di radio italiana", un omaggio al mezzo radiofonico e un recupero valorizzante degli archivi della Rai e di tutto ciò che è stato trasmesso dagli esordi fino a quel momento.
È però soprattutto noto agli appassionati di musica per le sue monografie sui Beatles, per le quali è considerato uno dei massimi esperti. 
Ha realizzato anche videocassette importanti come "I Favolosi Beatles - Arrivano i Capelloni", nella quale documenta la tournée italiana dei "FabFour" (iniziata il 24 giugno 1965) e ha presentato numerosi eventi che riguardano i Beatles. Inoltre è stato lui ad intervistare per la Rai i Beatles durante la tournée italiana del 1965.
Durante le maratone di cronaca sportiva svolte dalla Radio Rai per seguire le Olimpiadi o i Campionati del mondo di calcio presta la sua voce per la messa in onda di intervalli musicali.